# Angel of Sodom (banda)
Angel of Sodom es una banda de thrash metal que se originó en Helsinki, Finlandia. La banda fue creada en 2009, fundada por Eero Tertsunen, quien también actúa en Renascent, y Michael Majalahti . La banda lanzó un álbum de estudio en 2015 y un EP en 2016. En 2016, la banda hizo una pausa, debido a que Tertsunen se mudó a Bloomington, Indiana en los Estados Unidos.

## Historia
El proyecto fue creado por Eero Tertsunen a la guitarra y Michael Majalahti a la voz. Majalahti y Tertsunen comenzaron a escribir música nueva y, en el transcurso de varios años, eventualmente escribieron y grabaron un álbum de larga duración, que se tituló Divine Retribution, que fue muy bien recibido. El álbum contó con Rolf Pilve de Stratovarius en la batería. Sin embargo, después del álbum, la banda esperaba tocar en vivo y Pilve no pudo comprometerse con presentaciones en vivo, lo que los llevó a contratar a Joonas Heikkinen. Tertsunen había actuado con Heikkinen en una brutal banda de death metal llamada Kremator a principios de la década de 2000, y Heikkinen luego se unió a la banda Renascent de Tertsunen como baterista oficial. El 2 de abril de 2016, la banda grabó un EP titulado Heavens Ablaze, que incluía dos canciones. En 2016, Tertsunen anunció que se mudaría a Bloomington, Indiana en los Estados Unidos y que la banda ya no podría tocar en vivo. Sin embargo, volvió a tocar en dos shows en vivo finales en julio de ese año, y la banda contrató a Jonne Kytölä para tocar el bajo. La banda está actualmente inactiva, mientras que los miembros continúan con sus esfuerzos individuales, con Majalahti para continuar trabajando en su carrera de lucha libre como "StarBuck", Tertsunen se une a la ennegrecida banda de death metal Symphony of Heaven, y Heikkinen brevemente. actuó con la banda de black metal Temple of Perdition .

## Integrantes
Actual
| miembros          | Instrumentos                                | Años activos  | Otros proyectos |
| ----------------- | ------------------------------------------- | ------------- | --- |
| Michael Majalahti | Voz                                         | 2009-presente | Stoner Kings, Santificado, Modo panorámico, Crossfyre                                                                               |
| Eero Tertsunen    | Guitarras (2009-presente), bajo (2009-2016) | 2009-presente | Renacentista, Sinfonía del cielo, El ojo del esclavo, Kremator, El indigno, Kataplexia, Megiddon, Mehida, Beyond Belief, Kastimonia |
| joonas heikkinen  | Batería                                     | 2014-presente | Renacentista, Templo de la Perdición, El Ojo del Esclavo, Kremator                                                                  |

En vivo
| miembros     | Instrumentos | Años activos | Otros proyectos |
| ------------ | ------------ | ------------ | --------------- |
| Jonne Kytolä | Bajo         | 2016         |                 |

Sesión
| miembros   | Instrumentos | Años activos | Otros proyectos |
| ---------- | ------------ | ------------ | --- |
| Rolf Pilvé | Batería      | 2012         | Stratovarius, Solution .45, Miseration, Dreamtale, Status Minor, The Dark Element, Code for Silence, Beyond the Dream, Amoth, Megiddon, Essence of Sorrow, Sightless, Random Eyes, Nordjärvi, Full Scale Conflict, Division of the Spoils, Reversion, Smackbound, La Hipótesis, El Magnífico |

## Discografía
Álbumes de estudio
- Retribución divina (2015)

EP
- Cielos en llamas (2016)

## enlaces externos
- Ángel de Sodoma en ReverbNation